# 1794 în literatură
Anul 1794 în literatură a implicat o serie de evenimente și cărți noi semnificative.  

## Cărți noi

### Ficțiune
- Giorgio Ferrich - Fabulae ab Illyricis adagiis disumptae
- William Godwin - Caleb Williams
- Kelemen Mikes - Scrisori din Turcia
- Ann Radcliffe - The Mysteries of Udolpho
- Thomas Spence - A Description of Spensonia

### Non-ficțiune
- Edward Gibbon - Memoirs of my own Life
- Sake Dean Mahomet - The Travels of Dean Mahomet
- Thomas James Mathias - The Pursuits of Literature
- Thomas Paine - The Age of Reason
- William Paley - View of the Evidences of Christianity
- Walter Whiter - Specimen of a Commentary on Shakespeare